# 太白镇 (绥阳县)
太白镇，是中华人民共和国贵州省遵义市绥阳县下辖的一个乡镇级行政单位。

## 行政区划
太白镇下辖以下地区：
水坝村、太平村、凤凰村、官庄村、高坪村和富裕村。